# Vincent Berning
Vincent Berning (* 25. Juli 1933 in Berlin) ist ein katholischer deutscher Philosoph und Hochschullehrer.

## Leben
Geboren am 25. Juli 1933 in Berlin als Sohn von August Heinrich Berning (christl. Kultur- und Sozialpolitiker, Lyriker, Chefredakteur, † 1982 oder 1979), der ihn mit den befreundeten Vertretern des Werl-Soester-Kreises um Theodor Abele († 1965), Hermann Platz († 1945), Alois Dempf († 1982), Heinrich Krone († 1982), Gustav Gundlach SJ († 1963) u. a. bekannt machte. Abele machte ihn auf den Theologen und Philosophen Herman Schell († 1906) und auf die zeitgemäße Bedeutung von Thomas von Aquin aufmerksam und gab ihm für seine geistige Entwicklung wichtige Impulse. Nach dem Besuch Humanistischer Gymnasien in Paderborn, Kassel, Werl, Aachen, 1955 Abitur. Studium der Philosophie, Theologie und Pädagogik an den Universitäten in Bonn und München. Im Jahr 1963 erfolgte die Promotion an der Universität München bei Alois Dempf und 1971 Habilitation an der Pädagogischen Hochschule Rheinland. Ab 1971 war Berning wissenschaftlicher Rat und Professor für Philosophie an der Pädagogischen Hochschule Rheinland Abt. Aachen, ab 1980 Professor an der Rheinisch-Westfälischen Technischen Hochschule Aachen.

## Schaffen
Vincent Berning vertritt in seinen geistesgeschichtlichen und systematischen Forschungen einen erkenntnistheoretischen gemäßigt kritischen Realismus, der auf den Fundamenten gründet, die im hebräischen Denken des Alten und Neuen Testaments, in der Antike vor allem von Aristoteles gelegt wurden und die Thomas von Aquin in die Lehre des Christentums von Gott, Welt und Mensch einbezogen hat. Kritische Würdigung der Positionen der Kirchenväter sowie der Denker der Patristik, Scholastik, Neuscholastik bis in die Jetztzeit.

## Publikationen (Auswahl)

### Monographien
- Das Denken Herman Schells. Die philosophische Systematik seiner Theologie genetisch entfaltet (= Beiträge zur neueren Geschichte der katholischen Theologie, Band 8), Ludgerus Verlag Hubert Wingen, Essen 1964, DNB 450410560 (Dissertation München [1964], 245 Seiten).
- Das Wagnis der Treue; Gabriel Marcels Weg zu einer konkreten Philosophie des Schöpferischen, Freiburg im Breisgau 1973, ISBN 3-495-47273-8.
- Gott, Geist und Welt. Herman Schell als Philosoph und Theologe, Paderborn 1978.
- System. Philosophieren zwischen Idealismus und Neuscholastik um die Jahrhundertwende. Studien zur christlichen Philosophie Herman Schells, Paderborn 1984, ISBN 3-506-70192-4.
- Erziehung heute. Einführung in die Grundlagen der Erziehungsphilosophie, 1994, ISBN 3-923949-03-0.
- Martin Honecker (1884-1941). Auf dem Wege von der Logik zur Metaphysik. Die Grundzüge seines kritisch-realistischen Denkens, Weilheim-Bierbronnen 2003, ISBN 3-928273-87-6.
- Die Idee der Person in der Philosophie – Philosophische Grundlegung einer personalen Anthropologie, 2007[3]

### Herausgeberschaft
- Hermann Platz (1880-1945), eine Gedenkschrift, Bonn 1980, ISBN 3-491-77836-0
- Gabriel Marcel. Reflexion und Intuition. Texte zur ontologischen Teilhabe des Denkens (Auswahl und Kommentar), 1987
- mit Hans Maier: Alois Dempf, 1891-1982, Philosoph, Kulturtheoretiker, Prophet gegen den Nationalsozialismus, 1992, ISBN 3-87437-333-9
- mit Remigius Bäumer und Raimund Honecker: Der Philosoph Martin Honecker (1888-1941). Persönlichkeit und geistiges Profil. Weilheim Bierbronnen 2004, ISBN 3-928273-78-7.
- mit Heinz Robert Schlette: Studien zur französischen Philosophie des 20. Jahrh (Buchreihe), Bonn 1974 ff